# Xylobium aurantiacum
Xylobium aurantiacum är en orkidéart som först beskrevs av Achille Richard och Henri Guillaume Galeotti, och fick sitt nu gällande namn av Rudolf Schlechter. Xylobium aurantiacum ingår i släktet Xylobium och familjen orkidéer. Inga underarter finns listade i Catalogue of Life.